# Peebles
Peebles (in gaelico scozzese Na Pùballan, in scots Peebles) è una cittadina con status di burgh delle Lowlands, nel sud della Scozia, appartenente all'area amministrativa degli Scottish Borders.
Prima del 1975, Peebles fu capitale della propria contea (la contea di Peebles, Peebles-shire in inglese).

## Amministrazione

### Gemellaggi
- Hendaye